# Memòria de semiconductor

La memòria semiconductora és un dispositiu electrònic digital semiconductor utilitzat per a l'emmagatzematge de dades digitals, com ara la memòria d'ordinador. Normalment es refereix a dispositius en què les dades s'emmagatzemen dins de cèl·lules de memòria d'òxid metàl·lic i semiconductor (MOS) en un xip de memòria de circuit integrat de silici. Hi ha nombrosos tipus diferents que utilitzen diferents tecnologies de semiconductors. Els dos tipus principals de memòria d'accés aleatori (RAM) són la RAM estàtica (SRAM), que utilitza diversos transistors per cèl·lula de memòria, i la RAM dinàmica (DRAM), que utilitza un transistor i un condensador MOS per cèl·lula. La memòria no volàtil (com ara EPROM, EEPROM i memòria flash) utilitza cèl·lules de memòria de porta flotant, que consisteixen en un únic transistor de porta flotant per cel·la.
La majoria dels tipus de memòria de semiconductors tenen la propietat d'accés aleatori, que significa que es necessita la mateixa quantitat de temps per accedir a qualsevol ubicació de memòria, de manera que es pot accedir a les dades de manera eficient en qualsevol ordre aleatori. Això contrasta amb els mitjans d'emmagatzematge de dades, com ara discs durs i CD, que llegeixen i escriuen dades consecutivament i, per tant, només es pot accedir a les dades en la mateixa seqüència en què es van escriure. La memòria de semiconductors també té temps d'accés molt més ràpids que altres tipus d'emmagatzematge de dades; un byte de dades es pot escriure o llegir des de la memòria de semiconductors en pocs nanosegons, mentre que el temps d'accés per a l'emmagatzematge rotatiu, com ara els discs durs, és d'uns mil·lisegons. Per aquests motius s'utilitza per a l'emmagatzematge primari, per contenir el programa i les dades en què està treballant actualment l'ordinador, entre altres usos.
A partir del 2017, els xips de memòria de semiconductors venen 124.000 milions de dòlars anuals, que representen el 30% de la indústria dels semiconductors.

## Descripció
En un xip de memòria semiconductor, cada bit de dades binàries s'emmagatzema en un petit circuit anomenat cèl·lula de memòria que consta d'un a diversos transistors. Les cel·les de memòria es disposen en matrius rectangulars a la superfície del xip. Les cel·les de memòria d'1 bit s'agrupen en petites unitats anomenades paraules a les quals s'accedeix juntes com una única adreça de memòria. La memòria es fabrica amb una longitud de paraula que sol ser una potència de dos, normalment N = 1, 2, 4 o 8 bits.

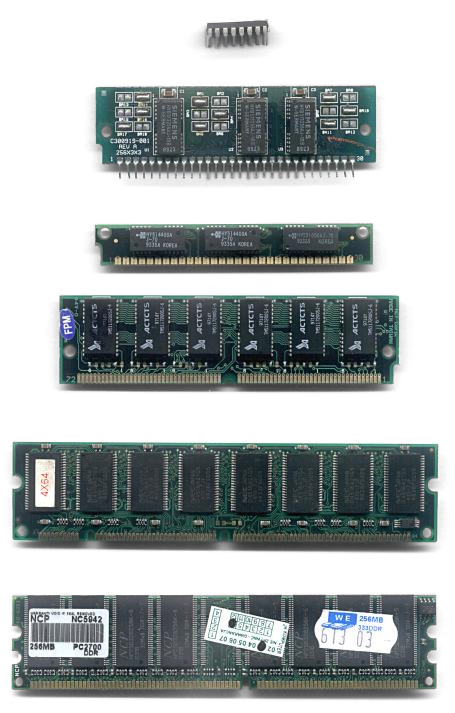
Els xips RAM per a ordinadors solen incloure mòduls de memòria extraïbles com aquests. Es pot afegir memòria addicional a l'ordinador connectant mòduls addicionals.

## Tipus

### Memòria volàtil
La memòria volàtil perd les dades emmagatzemades quan s'apaga l'alimentació del xip de memòria. Tanmateix, pot ser més ràpid i menys costós que la memòria no volàtil. Aquest tipus s'utilitza per a la memòria principal a la majoria d'ordinadors, ja que les dades s'emmagatzemen al disc dur mentre l'ordinador està apagat. Els tipus principals són:
RAM (memoria d'accés aleatori)  –  aquest s'ha convertit en un terme genèric per a qualsevol memòria semiconductora que es pugui escriure, així com llegir-la, a diferència de la ROM (a sota), que només es pot llegir. Tota la memòria de semiconductors, no només la memòria RAM, té la propietat d'accés aleatori.
- DRAM (Memoria dinàmica d'accés aleatori)  –  utilitza cèl·lules de memòria formades per un MOSFET (transistor d'efecte de camp MOS) i un condensador MOS per emmagatzemar cada bit. Aquest tipus de memòria RAM és la més barata i de més densitat, per la qual cosa s'utilitza per a la memòria principal dels ordinadors. Tanmateix, la càrrega elèctrica que emmagatzema les dades a les cel·les de memòria es filtra lentament, de manera que les cel·les de memòria s'han d'actualitzar (reescriure) periòdicament, cosa que requereix circuits addicionals. El procés d'actualització es gestiona internament per l'ordinador i és transparent per al seu usuari.
  - FPM DRAM (DRAM en mode de pàgina ràpida)  –  un tipus més antic de DRAM asíncrona que va millorar els tipus anteriors permetent que els accessos repetits a una única "pàgina" de memòria es produeixin a un ritme més ràpid. Usat a mitjans dels anys noranta.
  - EDO DRAM (Extended data out DRAM)  –  un tipus antic de DRAM asíncrona que tenia un temps d'accés més ràpid que els tipus anteriors en poder iniciar un nou accés a la memòria mentre encara es transferien les dades de l'accés anterior. Usat a finals de la dècada de 1990.
  - VRAM (Memòria d'accés aleatori de vídeo)  –  un tipus més antic de memòria de doble port que s'utilitzava per als búfers de fotogrames dels adaptadors de vídeo (targetes de vídeo).
  - SDRAM (Memoria dinàmica síncrona d'accés aleatori)  –  Aquest circuit afegit al xip DRAM que sincronitza totes les operacions amb un senyal de rellotge afegit al bus de memòria de l'ordinador. Això va permetre que el xip processés múltiples sol·licituds de memòria simultàniament mitjançant pipelining, per augmentar la velocitat. Les dades del xip també es divideixen en bancs que poden treballar simultàniament en una operació de memòria. Aquest es va convertir en el tipus dominant de memòria d'ordinador cap a l'any 2000.
    - DDR SDRAM (Doble taxa de dades SDRAM)  –  Això podria transferir el doble de dades (dues paraules consecutives) en cada cicle de rellotge mitjançant el doble bombament (transferint dades tant a les vores ascendents com a la baixada del pols del rellotge). Les extensions d'aquesta idea són la tècnica actual (2012) que s'utilitza per augmentar la taxa d'accés a la memòria i el rendiment. Com que està resultant difícil augmentar encara més la velocitat del rellotge intern dels xips de memòria, aquests xips augmenten la velocitat de transferència transferint més paraules de dades a cada cicle de rellotge.
      - DDR2 SDRAM  –  transfereix 4 paraules consecutives per cicle de rellotge intern
      - DDR3 SDRAM  –  transfereix 8 paraules consecutives per cicle de rellotge intern.
      - DDR4 SDRAM  –  transfereix 16 paraules consecutives per cicle de rellotge intern.

    - RDRAM (Rambus DRAM)  –  un estàndard alternatiu de memòria de doble velocitat de dades que es va utilitzar en alguns sistemes Intel però que finalment es va perdre amb DDR SDRAM.
      - XDR DRAM (DRAM de velocitat de dades extrema)

    - SGRAM (Synchronous graphics RAM)  –  un tipus especialitzat de SDRAM fet per a adaptadors de gràfics (targetes de vídeo). Pot realitzar operacions relacionades amb els gràfics, com ara l'emmascarament de bits i l'escriptura de blocs, i pot obrir dues pàgines de memòria alhora.
      - GDDR SDRAM (Gràfics DDR SDRAM)
        - GDDR2
        - SDRAM GDDR3
        - SDRAM GDDR4
        - SDRAM GDDR5
        - SDRAM GDDR6

    - HBM (Memòria d'amplada de banda alta)  –  un desenvolupament de SDRAM utilitzat en targetes gràfiques que poden transferir dades a un ritme més ràpid. Consisteix en múltiples xips de memòria apilats uns sobre els altres, amb un bus de dades més ampli.

  - PSRAM (RAM pseudostàtica)  –  Aquesta és la DRAM que té circuits per refrescar la memòria al xip, de manera que actuï com SRAM, permetent que el controlador de memòria externa es tanqui per estalviar energia. S'utilitza en algunes consoles de jocs com la Wii.
- SRAM (Memòria estàtica d'accés aleatori)  –  emmagatzema cada bit de dades en un circuit anomenat flip-flop, format de 4 a 6 transistors. La SRAM és menys densa i més cara per bit que la DRAM, però més ràpida i no requereix actualització de memòria. S'utilitza per a memòries cau més petites en ordinadors.
- CAM (Content-addressable memory)  –  És un tipus especialitzat en què, en comptes d'accedir a dades mitjançant una adreça, s'aplica una paraula de dades i la memòria retorna la ubicació si la paraula s'emmagatzema a la memòria. S'incorpora majoritàriament a altres xips com microprocessadors on s'utilitza per a la memòria cau.

### Memòria no volàtil

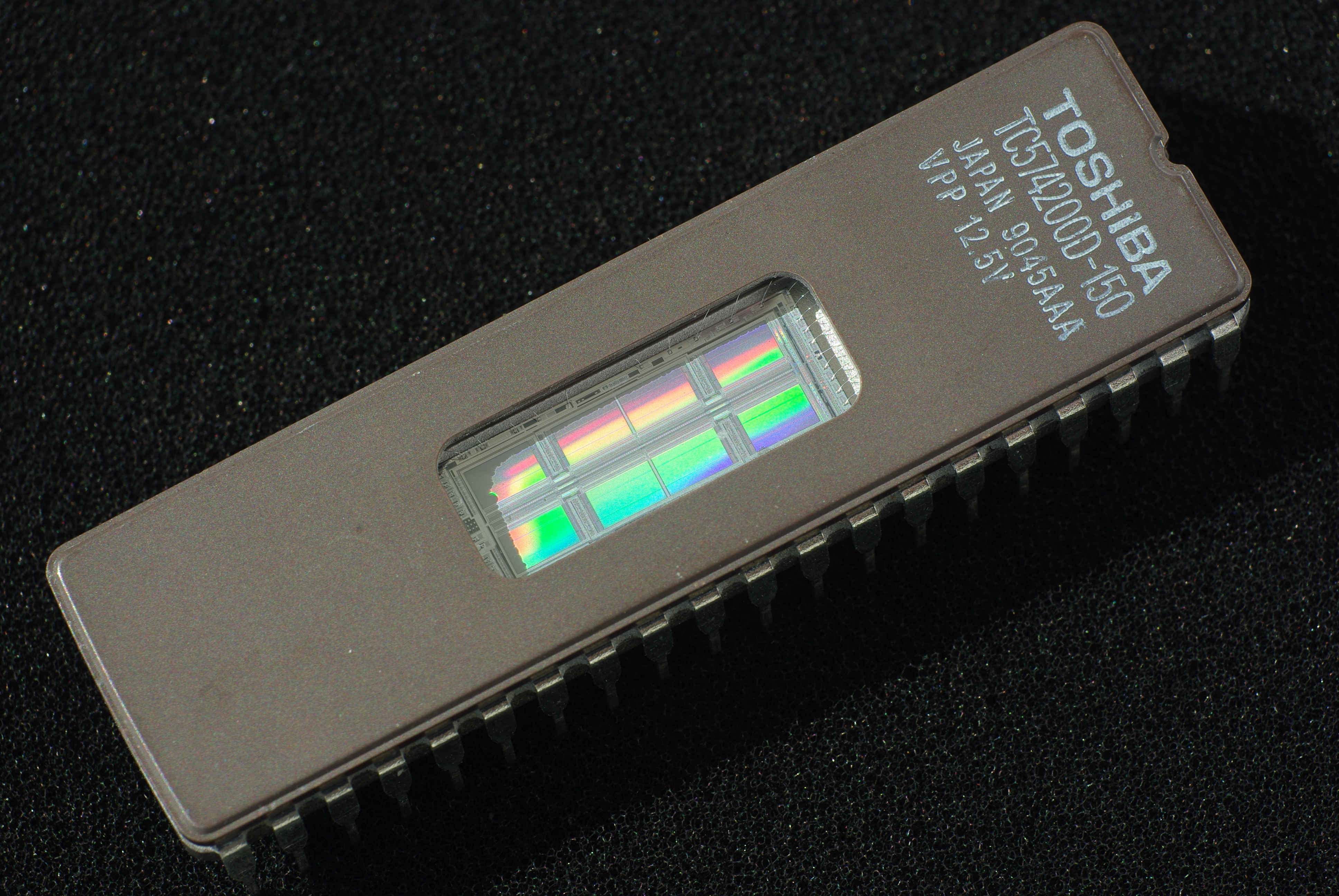
EPROM de 4M, que mostra la finestra transparent utilitzada per esborrar el xip

La memòria no volàtil (NVM) conserva les dades emmagatzemades durant els períodes en què s'apaga l'alimentació del xip. Per tant, s'utilitza per a la memòria en dispositius portàtils, que no disposen de discs, i per a targetes de memòria extraïbles entre altres usos. Els tipus principals són:
- ROM (Memòria de només lectura)  –  està dissenyada per contenir dades permanents i, en funcionament normal, només es llegeix, no s'escriu. Encara que es poden escriure en molts tipus, el procés d'escriptura és lent i normalment totes les dades del xip s'han de reescriure alhora. Normalment s'utilitza per emmagatzemar el programari del sistema que ha de ser accessible immediatament a l'ordinador, com ara el programa BIOS que inicia l'ordinador i el programari (microcodi) per a dispositius portàtils i ordinadors incrustats, com ara microcontroladors.
  - MROM (Mask programed ROM o Mask ROM)  –  En aquest tipus les dades es programen al xip quan es fabriquen, de manera que només s'utilitza per a grans tirades de producció. No es pot reescriure amb dades noves.
  - PROM (Memòria només de lectura programable)  –  en aquest tipus, les dades s'escriuen en un xip PROM existent abans d'instal·lar-se al circuit, però només es poden escriure una vegada. Les dades s'escriuen connectant el xip a un dispositiu anomenat programador PROM.
  - EPROM (Memòria de només lectura programable esborrable o UVEPROM)  –  en aquest tipus, les dades es poden reescriure traient el xip de la placa de circuit, exposant-lo a una llum ultraviolada per esborrar les dades existents i connectant-lo a un programador PROM. . El paquet IC té una petita "finestra" transparent a la part superior per admetre la llum UV. Sovint s'utilitza per a prototips i petits dispositius de producció, on és possible que s'hagi de canviar el programa a la fàbrica.
  - EEPROM (Memòria de només lectura programable esborrable elèctricament)  –  en aquest tipus les dades es poden reescriure elèctricament, mentre el xip està a la placa de circuits, però el procés d'escriptura és lent. Aquest tipus s'utilitza per contenir firmware, el microcodi de baix nivell que executa dispositius de maquinari, com ara el programa BIOS a la majoria d'ordinadors, de manera que es pugui actualitzar.
- NVRAM (Memòria d'accés aleatori no volàtil)
  - FRAM (RAM ferroelèctrica)  –  un tipus de RAM no volàtil.
- Memòria flaix  –  En aquest tipus el procés d'escriptura és de velocitat intermèdia entre EEPOMS i memòria RAM; es pot escriure, però no prou ràpid per servir com a memòria principal. Sovint s'utilitza com a versió semiconductora d'un disc dur, per emmagatzemar fitxers. S'utilitza en dispositius portàtils com ara PDA, unitats flash USB i targetes de memòria extraïbles utilitzades en càmeres digitals i telèfons mòbils.